# Domenico Mezzadra
Domenico Mezzadra (Windsor, 18 ottobre 1920 – 25 marzo 1986) è stato un partigiano e politico italiano.

## Biografia
Nato negli Stati Uniti da emigranti italiani nel 1920, in seguito alla morte del padre nel 1933, rientra in Italia con la famiglia, che si stabilisce a Broni (PV). Nel 1939 si iscrive alla facoltà di Magistero all'Università di Torino ma nel 1941 è richiamato all armi, dove frequenta il corso di allievo ufficiale.
In seguito al proclama dell'8 settembre del 1943 diserta, riuscendo con degli stratategemmi a continuare gli studi, fino a laurearsi in Pedagogia nel 1947. Intanto il 1 febbraio 1944 entra nella Resistenza tra i garibaldini, diventando presto comandante di brigata con il nome di battaglia di "Americano". In seguito diventerà comandante della 3ª divisione Lombardia "Diego" Aliotta nell’Oltrepo pavese. Il 20 ottobre aderisce al PCI. Nel 1945, tra il 27 febbraio e il 9 aprile diventa comandante di tutti i partigiani dell’Oltrepo, partecipando alla liberazione di Voghera e dei paesi vicini.
Dopo la guerra viene eletto all’Assemblea Costituente, rimanendo in Parlamento fino al 1948.
Sarà due volte Presidente dell’ANPI pavese e, dal 1982 al 1984, dell’Istituto pavese per la Storia della Resistenza.